# Buda (Illinois)
Buda – wieś w USA, w stanie Illinois, w hrabstwie Bureau. Według spisu z 2000 wioskę zamieszkuje 592 osób. W 2023 liczba mieszkańców spadła do 470 osób, a gęstość zaludnienia poniżej 181 osób/km².

## Geografia
Wioska zajmuje powierzchnię 2,6 km², całość stanowi ląd.

## Demografia
Według spisu z 2000 roku wioskę zamieszkuje 592 osób skupionych w 236 gospodarstwach domowych, tworzących 171 rodzin. Gęstość zaludnienia wynosi 226,3 osoby/km². W wiosce znajdują się 258 budynki mieszkalne, a ich gęstość występowania wynosi 98,6 mieszkania/km². Wioskę zamieszkuje 99,16% ludności białej, 0,17% Azjatów, 0,34% stanowi ludność innych ras, 0,34% ludności wywodzącej się z dwóch lub więcej ras. Hiszpanie lub Latynosi stanowią 1,34% populacji.
W wiosce są 236 gospodarstwa domowe, w których 34,3% stanowią dzieci poniżej 18 roku życia żyjących z rodzicami, 53,8% stanowią małżeństwa, 11,4% stanowią kobiety nie posiadające męża oraz 27,5 stanowią osoby samotne. 24,6% wszystkich gospodarstw domowych składa się z jednej osoby oraz 16,1% żyjących samotnie ma powyżej 65 roku życia. Średnia wielkość gospodarstwa domowego wynosi 2,51 osoby, natomiast rodziny 2,88 osoby.
Przedział wiekowy kształtuje się następująco: 28% stanowią osoby poniżej 18 roku życia, 7,3% stanowią osoby pomiędzy 18 a 24 rokiem życia, 28,9% stanowią osoby pomiędzy 25 a 44 rokiem życia, 19,4% stanowią osoby pomiędzy 45 a 64 rokiem życia oraz 16,4% stanowią osoby powyżej 65 roku życia. Średni wiek wynosi 36 lat. Na każde 100 kobiet przypada 80,5 mężczyzn. Na każde 100 kobiet powyżej 18 roku życia przypada 84,4 mężczyzn.
Średni dochód dla gospodarstwa domowego wynosi 34 231 dolarów, a dla rodziny wynosi 38 854 dolarów. Dochody mężczyzn wynoszą średnio 31 094 dolarów, a kobiet 16 771 dolarów. Średni dochód na osobę w mieście wynosi 15 320 dolarów. Około 9,2% rodzin i 12,5% populacji miasta żyje poniżej minimum socjalnego, z czego 18,8% jest poniżej 18 roku życia i 9,5% powyżej 65 roku życia.